# Daredevil (televíziós sorozat)
A Marvel's Daredevil vagy röviden Daredevil 2015 és 2018 között vetített amerikai szuperhőssorozat, melyet Drew Goddard alkotott. A sorozat a Marvel Comics képregények Daredevil, magyarul Fenegyerek nevű szereplőjének történetét dolgozza fel. A főbb szerepekben Charlie Cox, Deborah Ann Woll, Elden Henson, Rosario Dawson, Vincent D’Onofrio és Stephen Rider látható.
Amerikában 2015. április 10-én mutatta be a Netflix. Magyarországon 2019. augusztus 31-én jelent meg magyar szinkronnal. Televízióban az M2 Petőfi mutatta be új szinkronnal 2021. január 5-én. Később a Disney+ tette elérhetővé, és a Netflix kínálatából pedig eltávolították.

## Cselekmény
Matt Murdock gyerekként megvakult, most felfokozott érzékeit használja, hogy Daredevil néven harcoljon a bűnözés ellen New York Hell’s Kitchen negyedének utcáin, miközben leleplezi a bűnözői alvilág összeesküvését, amelyet Wilson Fisk vezet. Keresztezi útjait Frank Castle / Megtorlóval, egy sokkal halálosabb módszerekkel rendelkező igazságosztóval, valamint visszatér egy volt barátnője, Elektra Natchios. Miután Fisk kiszabadul a börtönből, Murdock, aki a Hand elleni küzdelem követően hónapok óta eltűnt, megtört emberként bukkan fel újra, és döntenie kell, hogy bűnöző ügyvédként elbújik-e a világ elől, vagy felvállalja a hős igazságosztó életét.

## Szereplők

### Főszereplők
| Szereplő                  | Színész                  | Magyar hang         | Magyar hang      | Leírás |
| Szereplő                  | Színész                  | Netflix             | M2               | Leírás |
| ------------------------- | ------------------------ | ------------------- | ---------------- | --- |
| Matt Murdock / Fenegyerek | Charlie Cox              | Welker Gábor        | Lengyel Tamás    | New York-i ügyvéd, aki éjjelente szuperhősködik. |
| Matt Murdock / Fenegyerek | Skylar Gaertner (gyerek) | Maszlag Bálint      | Gáll Dávid       | New York-i ügyvéd, aki éjjelente szuperhősködik. |
| Karen Page                | Deborah Ann Woll         | Sipos Eszter Anna   | Mentes Júlia     | Korrupciót fedez fel a munkahelyén, a Union Alliednél, és ezt követően gyilkossággal vádolják, majd gyilkossági kísérletet követnek el ellene, előbbiben Murdock és Nelson, utóbbiban pedig az igazságosztó segít neki.                              |
| Franklin "Foggy" Nelson   | Elden Henson             | Hamvas Dániel       | Szvetlov Balázs  | A jogi egyetemen találkozott Matt Murdockkal, akivel a legjobb barátok lettek. |
| James Wesley              | Toby Leonard Moore       | Dolmány Attila      | Welker Gábor     | Wilson Fisk jobbkeze és barátja, aki sok gyakorlati munkát végez. |
| Leland Owlsley            | Bob Gunton               | Harsányi Gábor      | Varga T. József  | Könyvelő, aki Fisknek dolgozik, és Fisk összes szövetségesének pénzét is ellenőrzi. |
| Wilson Fisk / Vezér       | Vincent D’Onofrio        | Schneider Zoltán    | Rába Roland      | Édesanyjával együtt gyermekkorában az apja bántalmazta, amíg meg nem ölte. Az anyja segített neki eltussolni az esetet, és Fisk úgy nőtt fel, hogy jobb hellyé akarta tenni Hell's Kitchen-t, ahol nincsenek olyan emberek, mint az apja.            |
| Claire Temple             | Rosario Dawson           | Pikali Gerda        | Pikali Gerda     | Ápolónő, aki segít Murdocknak, amikor megverve és sérülten találja, és miután Murdock megmenti őt néhány orosz elől, akik felhasználják őt, hogy eljussanak hozzá, Murdock bizalmasa és majdnem teljes munkaidős ápolónője lesz.                     |
| Vanessa Marianna-Fisk     | Ayelet Zurer             | Majsai-Nyilas Tünde | Szávai Viktória  | Művészeti galéria kurátora, aki felfigyel Fiskre, és elfogadja a munkásságát. |
| Ben Urich                 | Vondie Curtis-Hall       | Bezerédi Zoltán     | Jakab Csaba      | A New York Bulletin oknyomozó újságírója, aki azzal küzd, hogy nem érdeklik azok a bűnügyi írások, amelyek fiatalon sikeressé tették, és beteg feleségével, akinek alig engedheti meg magának, hogy kórházban tartsa vagy idősek otthonába költözzön |
| Blake Tower               | Stephen Rider            | Papp Dániel         | Seszták Szabolcs | New York-i kerületi ügyészhelyettes Samantha Reyes alatt, aki információkkal segíti Daredevilt a bűnözők felkutatásában és elfogásában. |
| Frank Castle / Megtorló   | Jon Bernthal             | Sarádi Zsolt        | Pál András       | Önbíráskodó, akinek célja, hogy minden szükséges eszközzel megtisztítsa Hell's Kitchent, függetlenül attól, hogy az milyen halálos következményekkel jár.                                                                                            |
| Elektra Natchios          | Élodie Yung              | Németh Borbála      | Kurta Niké       | Titokzatos és veszélyes nő Murdock múltjából. |
| Maggie Grace              | Joanne Whalley           | Vándor Éva          | Igó Éva          | Apáca, aki nagyon aggódik Murdock biztonságáért. Kiderül, hogy ő Murdock elhidegült édesanyja. |
| Ray Nadeem                | Jay Ali                  | Simon Kornél        | Mészáros Béla    | Becsületes és ambiciózus FBI-ügynök.Daredevillel dolgozott együtt, amikor Wilson Fiskkel és Benjamin Poindexterrel kellett megküzdenie. |
| Benjamin "Dex" Poindexter | Wilson Bethel            | Zámbori Soma        | Szatory Dávid    | Pszichopata FBI ügynök, aki szinte bármilyen tárgyat képes halálos lövedékként használni. |

### Mellékszereplők
| Szereplő                  | Színész              | Magyar hang            | Magyar hang         | Leírás |
| Szereplő                  | Színész              | Netflix                | M2                  | Leírás |
| ------------------------- | -------------------- | ---------------------- | ------------------- | --- |
| Brett Mahoney             | Royce Johnson        | Horváth-Töreki Gergely | Papp Dániel         | A New York-i rendőrség 15. körzetének őrmestere, aki Matt Murdock és Foggy Nelson barátja.                                                                                  |
| Carl Hoffman              | Daryl Edwards        | Faragó András          | Törköly Levente     | A New York-i rendőrség 15. körzetének nyomozója és Christian Blake társa, aki titokban Wilson Fisk oldalán áll.                                                             |
| Gao                       | Wai Ching Ho         | Bessenyei Emma         | N/A                 | Idősebb nő, akinek saját heroinüzlete van a Hell's Kitchenben, aki Wilson Fisk és Leland Owlsley szövetségese, valamint a A Kéz egyik főnöke.                               |
| Vladimir Ranskahov        | Nikolai Nikolaeff    | Tokaji Csaba           | Orosz Ákos          | Az orosz maffia tagja, aki testvérével, Anatolijjal próbál nevet szerezni magának Amerikában.                                                                               |
| Marci Stahl               | Amy Rutberg          | Solecki Janka          | Peller Anna         | Foggy Nelson barátnője a főiskoláról |
| Bot                       | Scott Glenn          | Hirtling István        | Csernák János       | Titokzatos harcművész és Matt Murdock mentora, aki a 90-es évei végén jár.                                                                                                  |
| Melvin Potter             | Matt Gerald          | Sótonyi Gábor          | N/A                 | Gépész, tervező és fegyverkészítő, aki páncélruhákat készít. |
| Hirochi                   | Ron Nakahara         | Kassai Károly          |                     | A Kéz magas rangú tagja, aki a Roxxon Energy Corporation vezetőjeként dolgozik.                                                                                             |
| Benjamin Donovan          | Danny Johnson        | Jakab Csaba            | Barabás Kiss Zoltán | Fisk új ügyvédje és asszisztense a Donovan és Társainál. |
| Tammy Hattley             | Kate Udall           | Hámori Eszter          |                     | Az FBI különleges ügynöke, Ray Nadeem és Dex felettese. |
| Theo Nelson               | Peter Halpin         | Horváth Illés          |                     | Foggy Nelson bátyja, aki egész életében a családja hentesüzletében dolgozott.                                                                                               |
| Felix Manning             | Joe Jones            | Epres Attila           |                     | Vezér fixerje. |
| Jeri Hogarth              | Carrie-Anne Moss     | Nagy-Kálózy Eszter     | Nagy-Kálózy Eszter  | Ügyvéd, aki felbérli Nelsont, miután az szakít Murdockkal. |
| Jack Murdock              | John Patrick Hayden  | Stohl András           | Dévai Balázs        | Matt Murdock apja, egy profi bokszoló, akit Sweeney emberei öltek meg. |
| Anatoly Ranskahov         | Gideon Emery         | Makranczi Zalán        | Pataki Ferenc       | Orosz, aki Amerikában próbál nevet szerezni magának a bátyjával. |
| Silke                     | Peter Gerety         | N/A                    | Várkonyi András     | Maffiózó és Roscoe Sweeney társa. |
| Roscoe Sweeney            | Kevin Nagle          | Bácskai János          | Jantyik Csaba       | A Hell's Kitchen-i ír maffia bűnözője, aki megszervezte Jack Murdock halálát.                                                                                               |
| Bill Fisk                 | Domenick Lombardozzi | Kapácsy Miklós         | Király Attila       | Wilson Fisk bántalmazó apja, akit a fiatal Wilson megölt, hogy megvédje az anyját.                                                                                          |
| Marlene Vistain           | Angela Reed          | Zakariás Éva           | Majsai-Nyilas Tünde | Wilson Fisk anyja. |
| Ray Schoonover / Vasműves | Clancy Brown         | Barbinek Péter         | Barbinek Péter      | Castle parancsnoka a tengerészgyalogságnál, aki a drogbáró lett, és felelős Castle családjának meggyilkolásáért.                                                            |
| Dotton                    | William Forsythe     | Borbiczki Ferenc       | Dörner György       | Egy földalatti csempészhálózat vezetője a börtönben, ahol Fisket a tárgyalása előtt tartják fogva.                                                                          |
| Jasper Evans              | Matt DeAngelis       | Suhajda Dániel         |                     | Albán, akit Fisk felbérelt, hogy leszúrja őt a börtönben. Miután titokban kiengedik, Jaspert később Dex megöli, aki Daredevilnek adja ki magát.                             |
| Lily Ellison              | Meredith Salenger    | Réti Szilvia           |                     | Mitchell Ellison felesége |
| Jason Ellison             | Chris Carfizzi       | Pálmai Szabolcs        |                     | Mitchell Ellison unokaöccse. |
| Vic Jusufi                | James Biberi         | Petridisz Hrisztosz    |                     | Az albán vezető, aki a Ryker-szigeten raboskodik, és bosszút forral Fisk ellen az árulásáért. Az embereivel a káosz közepette kicsempészi Matt Murdockot a Ryker-szigetről. |
| Betsy Beatty              | Karina Casiano       | Sági Tímea             |                     | Melvin Potter felügyelőtisztje és szerelme, akinek az életét Fisk már korábban is megfenyegette.                                                                            |
| Kevin Page                | Jack DiFalco         | Baráth István          |                     | Karen Page testvére és Paxton Page fia, aki autóbalesetben halt meg. Halálát Bernie seriff eltussolta.                                                                      |
| Todd                      | Will Strout          | Penke Bence            |                     | Karen Page egykori barátja, akivel drogot árult. |

### Magyar változat
MTVA-változat
- Bemondó: Bozai József
- Magyar szöveg: Gáspár Bence és Zalatnay Márta
- Hangmérnök: Jacsó Bence
- Vágó: Kajdácsi Brigitta
- Gyártásvezető: Kablay Luca
- Szinkronrendező: Tabák Kata

A szinkront az MTVA megbízásából a Mafilm Audio Kft. készítette.
Netflix-változat
- Magyar szöveg: Szatmári Bence
- Szinkronrendező: Szalay Csongor

A szinkront a Direct Dub Studios készítette.

## Epizódok
| Évad | Évad | Részek száma | Részek száma | Eredeti sugárzás  | Eredeti sugárzás  | Eredeti adó         | Magyar sugárzás     | Magyar sugárzás     | Magyar adó |
| Évad | Évad | Részek száma | Részek száma | Évadbemutató      | Évadzáró          | Eredeti adó         | Évadbemutató        | Évadzáró            | Magyar adó |
| ---- | ---- | ------------ | ------------ | ----------------- | ----------------- | ------------------- | ------------------- | ------------------- | ---------- |
|      | 1.   | 13           | 13           | 2015. április 10. | 2015. április 10. |                     | 2019. augusztus 31. | 2019. augusztus 31. |            |
|      | 2.   | 13           | 13           | 2016. március 18. | 2016. március 18. | 2019. augusztus 31. | 2019. augusztus 31. |                     |            |
|      | 3.   | 13           | 13           | 2018. október 19. | 2018. október 19. | 2019. augusztus 31. | 2019. augusztus 31. |                     |            |

### 1. évad (2015)
| Sor. | Év. | Cím                                             | Rendező            | Író                                 | Premier                               |
| --- | --- | ----------------------------------------------- | ------------------ | ----------------------------------- | ------------------------------------- |
| 1. | 1.  | Vissza a ringbe (Into the Ring)                 | Phil Abraham       | Drew Goddard                        | 2015. április 10. 2019. augusztus 31. |
| Bűnözői kartellek, köztük az orosz maffia, a jakuza és a kínai maffia, az "incidens" óta kihasználják Hell’s Kitchen körülményeit. Matt Murdock, aki kisfiúként megvakult egy balesetben, amely felfokozott érzékeket adott neki, éjjel jelmezes igazságosztóként kezd harcolni a felemelkedő bűnözői elem ellen, miközben barátjával, Foggy Nelsonnal ügyvédi irodát nyit. Első ügyfelük Karen Page, a Union Allied építőipari cég titkárnője, akit munkatársa, Daniel Fisher meggyilkolásával vádolnak, miután véletlenül leleplezett egy pénzmosási rendszert. Murdock megakadályozza, hogy Karent bíróság elé állítsák, és megvédi őt egy profi bérgyilkostól, mielőtt Ben Urich révén leleplezi a botrányt a The New York Bulletinben. Page hálás a segítségükért, és felajánlja, hogy Murdocknak és Nelsonnak dolgozik. James Wesley eltussolja munkaadója érintettségét a botrányban, és megbízza Anatolij és Vlagyimir Ranskahovot, az oroszok vezetőit, hogy intézzék el Murdockot ("a fekete ruhás embert"): elrabolnak egy fiatal fiút, hogy csapdába csalják. |     |                                                 |                    |                                     |                                       |
| 2. | 2.  | Segítő (Cut Man)                                | Phil Abraham       | Drew Goddard                        | 2015. április 10. 2019. augusztus 31. |
| Amikor Murdock kisfiú volt, apját a Hell's Kitchen-i ír maffia meggyilkolta, mert megnyert egy meccset, amit neki kellett volna elvesztenie. Most, miután nem sikerült megmenteni az elrabolt fiút, a súlyosan sérült Murdockot egy kukában találja az ápolónő, Claire Temple. Nelson eközben megpróbálja megvigasztalni Page-t a közelmúltban átélt traumatikus élményei után. Temple a lakásába viszi Murdockot, ellátja a sebeit, és leveszi a maszkját, felfedezve a vakságát. Nem hajlandó elárulni a nevét, de felfedik felfokozott érzékeit, amikor azok egy oroszra figyelmeztetik, aki a lakóházat kutatja át, így Temple-nek van ideje elrejteni Murdockot, és meggyőzni a férfit, hogy nem tud semmit. Murdock rájön, hogy a férfi nem hitt neki, és legyőzi őt, felviszi a tetőre. Murdock és Temple megkínozzák, hogy elárulja a fiú tartózkodási helyét, mielőtt Murdock lelöki a tetőről és ugyanabba a kukába; Murdock azt mondja, hogy túl fogja élni. Murdock bemegy az épületbe, ahol a fiút tartják, legyőzi az őröket, és megmenti a fiút. |     |                                                 |                    |                                     |                                       |
| 3. | 3.  | Nyúl a hóviharban (Rabbit in a Snowstorm)       | Adam Kane          | Marco Ramirez                       | 2015. április 10. 2019. augusztus 31. |
| Wesley, aki az Union Allied botránya során Page-hez fűződő kapcsolatuk miatt ismerte meg Nelsont és Murdockot, felbérli őket, hogy védjék John Healy gyilkost. Bár Nelson nem kíván egy nyilvánvalóan bűnöző elemmel kapcsolatba kerülni, Murdock arra szeretné felhasználni az ügyet, hogy kiderítse, ki Wesley megbízója, ezért elfogadja Wesley ajánlatát, amely jelentős összeget tartalmaz a hallgatásuk biztosítására. Page hasonló ajánlatot kap az Union Alliedtól, akik nem akarják, hogy bárkinek is beszéljen a botrányról, és azzal fenyegetik, hogy beperelik, mert vállalati titkokat szivárogtat ki a sajtónak, ha nem egyezik bele. Ennek ellenére Page felkeresi Urichot, akit Ellison szerkesztője arra kényszerít, hogy a fiatalkori nagyszabású bűnügyek helyett inkább felesleges sztorikat írjon, és felajánlja neki, hogy többet is elárul a Union Allied-botrányról. Miután sikeresen megvédte Healy-t, Murdock jelmezben szembeszáll vele, és arra kényszeríti, hogy fedje fel Wesley munkaadóját, Wilson Fisket. Healy inkább öngyilkosságot követ el, minthogy szembesüljön Fisk kilétének felfedésével járó következményekkel.                               |     |                                                 |                    |                                     |                                       |
| 4. | 4.  | Vérben (In the Blood)                           | Ken Girotti        | Joe Pokaski                         | 2015. április 10. 2019. augusztus 31. |
| Murdock nem talál semmilyen feljegyzést Fiskről, ezért folytatja a bűnözők kihallgatását, válaszokat keresve. Wesley tájékoztatja Ranskahovékat Fisk ajánlatáról, hogy a közelmúltbeli kudarcaikra való tekintettel segítsen a műveleteikben. Ezen a nyilvánvaló sértésen feldühödve megpróbálják egyszer s mindenkorra megállítani a fekete ruhás férfit, és meglátogatják a kórházban azt az oroszt, akit Murdock ledobott a tetőről. Miután az orosz beszél nekik Temple-ről, embereket küldenek, hogy elrabolják, de a nőnek sikerül időben felhívnia Murdockot, hogy figyelmeztesse őt az elrablásáról. Az oroszok megpróbálják kikínozni Temple-ből Murdock nevét, de Murdock megérkezik és legyőzi a gengsztereket. Az utóhatást látva Ranskahovék úgy döntenek, hogy elfogadják Fisk ajánlatát, Anatolij pedig személyesen megy el Fiskhez, hogy elmondja neki, mégpedig úgy, hogy beront az étterembe, ahol Fisk éppen egy Vanessa nevű a művészeti galéria kurátorával vacsorázik. Fisk hazaviszi a zavart Vanessát, és a tolakodás és a kínos helyzet miatt feldühödve Fisk lefejezi Anatolijt, és megparancsolja Wesley-nek, hogy küldje el a holttestet Vladimirnak.        |     |                                                 |                    |                                     |                                       |
| 5. | 5.  | Lángba borult világ (World on Fire)             | Farren Blackburn   | Luke Kalteux                        | 2015. április 10. 2019. augusztus 31. |
| Fisk elmagyarázza a helyzetet szövetségesei, köztük a kínai vezető, Madame Gao előtt, akitől különleges szívességet kér. Elena Cardenas, a befolyásos üzletember Armand Tulley bérlője Nelsonhoz és Murdockhoz fordul, miután Tulley, aki át akarja alakítani a lakóházát, embereket küld, hogy rombolják le a házát. Nelson Tulley ügyvédjeihez fordul a Landman és Zack ügyvédi irodához (ahol ő és Murdock egykor gyakornokoskodtak), akiket Marci Stahl, Nelson volt barátnője képvisel. Elmagyarázza, hogy Cardenas és a szomszédai vagy elfogadnak egy nagy összegű kártérítést, vagy kilakoltatják őket. Miközben a rendőrségen Tulley elleni panaszok után kutat, Murdock rájön, hogy Carl Hoffman és Christian Blake nyomozók korruptak, amikor hallja, hogy megölnek egy oroszt. Murdock később harcképtelenné teszi Blake-et, és a mobiltelefonja segítségével megtalálja Vlagyimirt. Fisk lefizeti Turk Barrett-et, hogy fedje fel Vladimir előtt, hogy Fisk ölte meg Anatolijt, és miközben a Fisk elleni háborúra készülnek, Gao munkásai öngyilkos merényletben megsemmisítik az erőiket. Vladimir túléli, de Murdock megtalálja őt, miközben rendőrök veszik körül őket. |     |                                                 |                    |                                     |                                       |
| 6. | 6.  | Elítélve (Condemned)                            | Guy Ferland        | Joe Pokaski & Marco Ramirez         | 2015. április 10. 2019. augusztus 31. |
| Murdock kiiktatja a rendőröket, amikor azok Fisk parancsára megpróbálják megölni Vladimirt, és egy elhagyatott raktárba viszi Vladimirt, válaszokat remélve Fiskről, miközben Nelson és Cardenas megsérül a robbantásokban. Temple segítségével Murdock kiégeti Vladimir sebeit, és ezzel egy nem korrupt rendőrtisztet riaszt. A rendőr bejelenti Murdock és Vladimir tartózkodási helyét, és a raktárat hamarosan körbeveszik. Blake és Hoffman átveszik az irányítást a helyzet felett, és várják Fisk utasításait. Fisk rendőrségi rádión keresztül beszél Murdockkal, és elmondja neki, hogy csodálja, amit Murdock tenni próbál, még akkor is, ha ez ütközik Fisk saját terveivel, hogy megmentse a várost. Fisk ezután bemártja az igazságosztót azzal, hogy a New York-i rendőrség egyik ESU-s mesterlövésze a raktár tetejéről tüzet nyit a többi rendőrre, köztük Blake-re is, miközben Urich és a média nézi. Vladimir, cserébe azért, hogy Murdock megbosszulja Anatoli halálát, információkat ad neki Leland Owlsley-ról – Fisk összes műveletének könyvelőjéről – mielőtt életét adja, hogy Murdock elmenekülhessen.                                                       |     |                                                 |                    |                                     |                                       |
| 7. | 7.  | Bot (Stick)                                     | Brad Turner        | Douglas Petrie                      | 2015. április 10. 2019. augusztus 31. |
| Murdock Owlsley nyomára bukkan, de egy idős férfi érkezése megzavarja: Murdock mentora, Bot, aki gyerekkorában megtanította őt a képességei elsajátítására, de elhagyta, amikor Murdock kötődést alakított ki iránta. Most Murdock segítségét kéri, hogy elpusztítsa a Fekete Égboltot, egy olyan fegyvert, amelyet a japánok Nobu vezetésével New Yorkba akarnak hozni. Bot beleegyezik, hogy tartózkodik a gyilkolástól, de megszegi ígéretét, amikor megöli Fekete Égboltot, aki valójában egy kisfiú. Murdock lakásában folytatott harc után Murdock legyőzi Botot, aki beleegyezik, hogy elhagyja a várost. Urich, miután beleegyezett, hogy segít Page-nek leleplezni a Hell's Kitchen és a Union Allied körüli további botrányokat és korrupciót, elmagyarázza, hogy bizonyítékra van szükségük, mielőtt bármit is nyilvánosságra hoznának. Miközben Tulley emberei és a Union Allied közötti kapcsolatot keresik, Page szembekerül velük. Nelson segít neki elmenekülni előlük, így ő és Urich elmagyarázzák neki a nyomozásukat. Bot később egy erősen sebhelyes férfival beszélget Murdock szerepéről az elkövetkező eseményekben.                                             |     |                                                 |                    |                                     |                                       |
| 8. | 8.  | Árnyak az üvegben (Shadows in the Glass)        | Stephen Surjik     | Steven S. DeKnight                  | 2015. április 10. 2019. augusztus 31. |
| Page és Nelson beavatják Murdockot a tervükbe, aki beleegyezik, amíg nem sodorják magukat veszélybe, és nem a jogrendszert használják, hanem a törvényes taktikát. Owlsley és Nobu, akik dühösek, amiért szembekerültek az igazságosztóval, illetve elvesztették Fekete Égboltot, nemtetszésüket fejezik ki Fisknek, miközben ő Blake-kel is foglalkozik, aki a kórházban felébred. Fisk meggyőzi Hoffmant, hogy ölje meg Blake-et, mielőtt az felszólalhatna Fisk ellen, de Hoffmant Murdock cselekvésképtelenné teszi, aki Blake-től információkat szerez Fiskről, mielőtt az meghalna. Gao meglátogatja Fisket, és figyelmezteti, hogy mindent kézben kell tartania, ha nem akarja, hogy ő, Nobu és Owlsley oldalba állítsa. A dühös Fisket később Vanessa vigasztalja, és elmeséli neki, hogy gyerekként hogyan gyilkolta meg az apját, amikor az megverte Fisk anyját. A nő meggyőzi a férfit, hogy álljon ki a nyilvánosság elé a város megmentésére irányuló szándékával. Ezzel semmissé válik Murdock minden információja Blake-től, amit Urich nyilvánosságra akart hozni. |     |                                                 |                    |                                     |                                       |
| 9. | 9.  | Falra festett ördög (Speak of the Devil)        | Nelson McCormick   | Christos Gage & Ruth Fletcher Gage  | 2015. április 10. 2019. augusztus 31. |
| Fisk nyilvános leleplezése után Murdock, Page, Nelson és Urich elkezd keresni valamit Fisk múltjából, amit felhasználhatnak ellene. Murdock meglátogatja Vanessát a művészeti galériájában, abban a reményben, hogy a vele való beszélgetés révén betekintést nyerhet Fiskbe, és találkozik magával Fiskkel. Nobu egy beígért városrésznyi területet követel Fisk-től, aki beleegyezik azzal a feltétellel, hogy Nobu cserébe biztosít neki egy "specialistát", aki elintézi az igazságosztót. A háztömbben, amelyet Fisk Tulleytól vásárolt meg, Cardenas lakik, és ő egyike azon kevés bérlőnek, aki akadályozza, hogy Fisk Nobunak ajándékozza azt. Amikor Cardenast megöli egy drogos, Murdock rájön, hogy Fisk áll a dolog mögött, és egy elhagyatott raktárépületbe követi, ahol szembesül a szakemberrel: Nobuval. Murdock végül legyőzi Nobut, véletlenül élve elégeti, de súlyos sérüléseket szenved. Fisk ezután szembeszáll Murdockkal, és majdnem halálra veri. Murdock épphogy megmenekül, de otthonában Nelson szeme láttára összeesik. |     |                                                 |                    |                                     |                                       |
| 10. | 10. | Nelson v. Murdock (Nelson v. Murdock)           | Farren Blackburn   | Luke Kalteux                        | 2015. április 10. 2019. augusztus 31. |
| Miután Temple ellátja Murdock sebeit, Nelson szembesíti őt "vakságával" és önbíráskodó tevékenységével. Murdock elmagyarázza, hogy miután megtapasztalta Landman és Zack eltorzult erkölcseit, Murdock magára vállalta, hogy szembeszáll egy bántalmazó apával, aki ellen nincs jogi bizonyíték, de akit Murdock a felfokozott érzékei révén fedezett fel. Azóta mindent megtett azért, hogy a várost jobb hellyé tegye, amikor a törvény nem tudta. Nelson, aki képtelen Murdock hazugságai mögé nézni, otthagyja a cégüket. Urich, miután beteg felesége kórházi tartózkodásának meghosszabbítását megtagadják, és riporter helyett jobban fizető szerkesztői állást ajánlanak neki, úgy dönt, hogy feladja a nyomozást. Page, hogy megpróbálja meggondolni magát, elviszi egy általa éppen felfedezett idősek otthonába, ahol találkoznak Marlene Vistainnel, Fisk édesanyjával, aki elmondja nekik, hogy Fisk ölte meg az apját. Fisk eközben jótékonysági gálát rendez, hogy nyilvánosan pénzt gyűjtsön. |     |                                                 |                    |                                     |                                       |
| 11. | 11. | Az igazak ösvénye (The Path of the Righteous)   | Nick Gomez         | Steven S. DeKnight & Douglas Petrie | 2015. április 10. 2019. augusztus 31. |
| Murdock, aki még mindig lábadozik a sérüléseiből, elbúcsúzik Temple-től, aki egy időre elmegy. Mielőtt elmegy, Temple azt javasolja, hogy szerezzen jobb védelmet, ha folytatni akarja a keresztes hadjáratát. Barrett segítségével Murdock megtalálja Melvin Pottert, egy mentálisan kiegyensúlyozatlan mérnököt, akit arra kényszerítettek, hogy páncélruhát készítsen Fisknek, és megkéri, hogy készítsen egy páncélruhát, cserébe azért, hogy Fisk ne bántson senkit. Page el akarja árulni, hogy Vistain életben van, és azt mondja, hogy Fisk ölte meg az apját, de Urich elmagyarázza, hogy ez nem megbízható, tekintettel az elmeállapotára. Miközben Fisk nem hagyja magára Mariannát, aki a kórházban lábadozik, Wesley telefonhívást kap Vistaintól, és megtudja, hogy Page és Urich meglátogatta őt. Szembesíti Page-t, és megpróbálja megzsarolni, hogy ne fedje fel Fisket, azzal fenyegetőzve, hogy bántani fogja a barátait. Amikor Fisk felhívja Wesley-t, hogy megtudja, hol van, a csörgés eléggé eltereli a figyelmét ahhoz, hogy Page elvegye a fegyverét, és megölje.                                                                                              |     |                                                 |                    |                                     |                                       |
| 12. | 12. | Akiket hátrahagytunk (The Ones We Leave Behind) | Euros Lyn          | Douglas Petrie                      | 2015. április 10. 2019. augusztus 31. |
| Az Urichtól kapott információk segítségével Murdock megtalálja Gao heroinüzletének bázisát, és felszámolja azt, mire Gao, aki megállja a helyét Murdock ellen, elmenekül, és úgy dönt, hogy visszatér hazájába, hogy elgondolkodjon a jövőn. Fisk emberei megtalálják Wesley-t, és a gyászoló Fisk rájön, hogy az utolsó ember, akivel beszélt, Vistain volt. Mivel Fisk úgy akarja biztonságban tudni szeretteit, hogy elküldi őket az országból, nem tudja meggyőzni Mariannát, hogy hagyja el őt, a beteg Vistain képtelen elmondani neki, miről szólt a Wesley-hez intézett hívása. Nelson Murdock nélkül folytatja a munkát, és elviszi Stahlnak, amit tudnak. Page, aki nehezen teszi túl magát Wesley megölésén, meggyőzi Urichot, hogy írja meg a történetet, de Ellison elutasítja. Amikor Urich megvádolja Ellisont, hogy Fisk lefizette, kirúgják. Urich úgy dönt, hogy saját blogot indít, hogy Fisk történetét nyilvánosságra hozza, de Fisk igazi informátora a Bulletinben elmondja neki, hogy Urich meglátogatta Vistaint, ami annyira feldühíti, hogy betör Urich lakásába és megöli.                                                                                   |     |                                                 |                    |                                     |                                       |
| 13. | 13. | Fenegyerek (Daredevil)                          | Steven S. DeKnight | Steven S. DeKnight                  | 2015. április 10. 2019. augusztus 31. |
| Murdock és Page részt vesznek Urich temetésén, míg Fisk megtudja, hogy Owlsley és Gao összeesküdött Marianna megmérgezésére, akit elterelő hadműveletnek tartottak, és hogy Owlsley biztosításként rejtegette Hoffmant. Amikor Owlsley megpróbálja megzsarolni őt, a feldühödött Fisk megöli Owlsley-t azzal, hogy egy nyitott liftaknába dobja. Murdock és Nelson kibékítik nézeteltéréseiket, és elkezdik felépíteni az ügyet Fisk ellen. Önbíráskodóként Murdock megtalálja Hoffmant Stahl információival, és meggyőzi őt, hogy tanúskodjon Fisk ellen. E vallomás alapján szövetségi ügynökök letartóztatják Fisket és társait, de Fisk zsoldosainak és korrupt rendfenntartóinak sikerül kiszabadítani őt a szövetségi őrizetből. Mielőtt elmenekülhetne a városból, Murdock rajtaüt, aki a Potter által kialakított új páncélt viseli. Brutális küzdelem után Murdock legyőzi Fisket, és a rendőrségre hagyja. Miután Fisket letartóztatták, Marianna elhagyja a várost. Murdock, Page és Nelson megünneplik a sikerüket, és folytatják a munkát. Az igazságosztót a média "Fenegyereknek" nevezi el.                                                                              |     |                                                 |                    |                                     |                                       |

### 2. évad (2016)
| Sor. | Év. | Cím                                                              | Rendező           | Író                                                              | Premier                               |
| --- | --- | ---------------------------------------------------------------- | ----------------- | ---------------------------------------------------------------- | ------------------------------------- |
| 14. | 1.  | Bumm (Bang)                                                      | Phil Abraham      | Douglas Petrie & Marco Ramirez                                   | 2016. március 18. 2019. augusztus 31. |
| Wilson Fisk és az orosz maffia bukását, valamint a kínaiak és a jakuzák eltűnését követően különböző bandák próbálják átvenni az irányítást Hell’s Kitchen felett, köztük az ír maffia és a kartellek. Amikor az írek egy csoportját egy látszólagos "hadsereg" lelövi, az egyetlen túlélő, Elliot "Grotto" Grote a Nelson és Murdock céget keresi fel védelemért. Karen Page, Nelson és Murdock asszisztense - aki anyagi gondokkal küzd, mivel a cég ügyfelei gyakran nem engedhetik meg maguknak a jogi költségeket - kórházba viszi a sebesült Grottót, míg Foggy Nelson az Ördög Kutyái motoros bandától megtudja, hogy a saját csoportjukat is ugyanaz a "hadsereg" gyilkolta meg, mint az íreket. Matt Murdock titkos igazságosztó személyiségeként, Fenegyerekként nyomoz a kartellek után, akikről megtudja, hogy egyetlen ember ellopta az összes nagy erejű fegyverüket. A kórházban Grottót és Page-et megtámadja ez a férfi, és alig menekülnek meg élve. Fenegyerek a kórház melletti háztetőkön szembeszáll az új igazságosztóval, aki közvetlen közelről fejbe lövi. |     |                                                                  |                   |                                                                  |                                       |
| 15. | 2.  | Kutyával tűzharcba (Dogs to a Gunfight)                          | Phil Abraham      | Marco Ramirez & Douglas Petrie                                   | 2016. március 18. 2019. augusztus 31. |
| Nelson másnap reggel megtalálja Murdockot. Bár a páncél megmentette az életét, Murdock feje és felfokozott érzékszervei sérültek és károsodtak, és Nelson ragaszkodik hozzá, hogy pihenjen és gyógyuljon meg. Nelson megpróbálja Grottót tanúvédelmi programba vonni, de mivel minden maffiakapcsolatát meggyilkolták, Samantha Reyes kerületi ügyésznő csak akkor egyezik bele, ha Grotto be van drótozva egy magas rangú drogbáróval való találkozóra. Miután javulnak az érzékei, Murdock új, továbbfejlesztett maszkot kér a fegyvermesterétől, Melvin Pottertől, mielőtt kinyomozná a rejtekhelyet, ahol az íreket meggyilkolták. Rájön, hogy volt egy immár eltűnt kutyájuk, Murdock egy közeli lakásba követi, ahol a másik igazságosztó – akit az ügyészség "Megtorló"-nak nevez – egy rendőrségi rádión hallgatta az ügyészség Grottóval folytatott műveletét. Amikor a Megtorló megtámadja az akciót, Nelson és Page rájönnek, hogy Reyes mindig is csapdának szánta az akciót. A rendőrségi mesterlövészek tüzet nyitnak a Megtorlóra, amikor Fenegyerek megérkezik és megtámadja őt. Grotto a káoszban elmenekül, Murdock pedig megsérül és elveszíti az eszméletét.                                                                        |     |                                                                  |                   |                                                                  |                                       |
| 16. | 3.  | New York krémje (New York's Finest)                              | Marc Jobst        | Mark Verheiden                                                   | 2016. március 18. 2019. augusztus 31. |
| Fenegyerek Megtorló foglyaként ébred, és könyörög neki, hogy hagyja abba a gyilkolást, mert úgy érzi, hogy mindenkiben ott van a jóság, és egyetlen bűnöző sem menthetetlen a megváltáson túl. Megtorló ragaszkodik ahhoz, hogy amit tesz, az szükséges, hogy a bűnözők meggyilkolásával megakadályozza, hogy valaha is rosszat tegyenek, míg Fenegyerek csupán késlelteti az elkerülhetetlent azzal, hogy megsebesíti őket. Vitájuk abban csúcsosodik ki, hogy Megtorló előhozza Grottót, akit rajtakapott, amint egy autót lopott, miközben megpróbált elmenekülni a városból, és egy egyetlen golyóval ellátott pisztolyt szíjaz Fenegyerek kezére, és felajánlja neki, hogy választhat: Megöli a Megtorlót, mielőtt az megöli Grottót, vagy nem tesz semmit, és együtt kell élnie azzal, hogy a tettei mindenképpen valakinek a halálát okozták. Fenegyerek szétlövi az őt tartó láncokat és kiszabadul, de ezzel időt ad a Megtorlónak, hogy halálos lövést adjon Grotto-ra. Miközben a haldokló Grotto megkérdezi, hogy Fenegyerek miért hagyta meghalni, a Megtorló megtámad egy közeli Pokol kutyái csoportot. Fenegyereknek sikerül eszméletlenre vernie a Megtorlót, majd a feldühödött bandatagokon keresztül biztonságba verekedi ki magát. |     |                                                                  |                   |                                                                  |                                       |
| 17. | 4.  | Egy cent, tíz cent (Penny and Dime)                              | Peter Hoar        | John C. Kelley                                                   | 2016. március 18. 2019. augusztus 31. |
| Finn Cooley, az ír maffia egyik magas rangú tagja, akinek a fiát a Megtorló megölte, bosszút állva érkezik New Yorkba. Megtorló által elvitt kutya nyomára bukkan a lakásában, ahol rájön, hogy ki a valójában. Page maga is nyomozni kezd a Megtorló után, a Blake Tower ügyészhelyettes által átadott akták alapján. Megtudja, hogy ő Frank Castle, egykor férj és apa, aki egy golyóval a fejében került kórházba. Alig élte túl, Castle megmenekült egy nyilvánvalóan Reyes által elkövetett eltussolás elől. Az írek egy körhintánál szembeszállnak Castle-lel, és túszul ejtik. Cooley erőszakosan megkínozza őt, mígnem Castle megszökik, és brutálisan meggyilkolja Cooleyt és több más írt. Fenegyerek megtalálja őket, és megakadályozza Castle-t abban, hogy még valakit megöljön, és segít neki elmenekülni. Castle elmeséli Fenegyereknek az családja történetét, akiket meggyilkoltak, mielőtt hagyja magát letartóztatni, Fenegyerek pedig Brett Mahoney őrmesternek adja az elfogását, abban a reményben, hogy visszaadja a közvélemény bizalmát a rendőrségben, nem pedig az önbíráskodásban. |     |                                                                  |                   |                                                                  |                                       |
| 18. | 5.  | Kinbaku (Kinbaku)                                                | Floria Sigismondi | Lauren Schmidt Hissrich                                          | 2016. március 18. 2019. augusztus 31. |
| Tíz évvel ezelőtt Murdock megismerkedett Elektra Natchios-szal, egy gazdag görög nagykövet unatkozó lányával. A két embert összekötötte a közös izgalomkereső természetük és képességeik, és Murdock végül felfedte a képességeit és az apja halálának természetét, amelyet Roscoe Sweeney okozott neki. Amikor Natchios manipulálta Murdockot, hogy szembeszálljon Sweeneyvel, remélve, hogy Murdock megöli őt, Murdock ezt megtagadta, és Natchios elment. A jelenben Natchios visszatér New Yorkba, és Murdock segítségét kéri a Roxxon Energy Corporation japán részlegével kapcsolatban, amellyel néhai apja kapcsolatban állt. Murdock visszautasítja, de kémkedik a céggel folytatott üzleti megbeszélésén, ahol poloskát ültet a rendszerükbe. Murdock később szembesíti Natchios-t Sweeney-vel, aki azt állítja, hogy ismeri Murdock valódi természetét, amely szerinte megegyezik az övével. Hogy ezt bebizonyítsa, ismét manipulálja a férfit, és elárulja, hogy nála van a Fenegyerek jelmeze, miközben a Yakuza maradványainak tűnő alakok követik a poloskát a lakásáig. |     |                                                                  |                   |                                                                  |                                       |
| 19. | 6.  | Megbánás és más semmi (Regrets Only)                             | Andy Goddard      | Sneha Koorse                                                     | 2016. március 18. 2019. augusztus 31. |
| Murdock és Natchios legyőzik a jakuzák támadóit. Natchios úgy véli, hogy a Yakuza valami nagy dologra készül New Yorkban, és Murdock vonakodva beleegyezik, hogy továbbra is segítsen neki, ha megígéri, hogy elhagyja a várost, amint végeztek. Murdockot, Nelsont és Page-et meglátogatja a Megtorló ügyének kirendelt védője, aki elárulja, hogy Reyes össze akarja kapcsolni Castle-t más, New Yorkon kívüli Pokol Kutyái-gyilkosságokkal, így a halálbüntetés is szóba jöhet. Murdock és Page meggyőzik Nelsont, hogy nekik kellene segíteniük, hogy megvédjék őt Reyestől, és megtudják, mi történt valójában vele és a családjával. Miközben Murdock és Natchios részt vesznek egy Roxxon-gálán, és ellopnak egy értékes jakuza főkönyvet, Page elárulja Castle-nek, mit tudott meg a múltjáról, és végül elnyeri a férfi együttműködését. Reyes és a bíró előtt azonban Castle visszautasítja a vádalkut, amely életfogytiglani börtönbüntetést jelentene számára, és ehelyett ártatlannak vallja magát. A feldühödött Reyes gyorsított eljárásban tárgyalja a vádat, és a New York népe kontra Frank Castle ügy egy héten belül megkezdődik.                                                                                                   |     |                                                                  |                   |                                                                  |                                       |
| 20. | 7.  | Semper Fidelis (Semper Fidelis)                                  | Ken Girotti       | Luke Kalteux                                                     | 2016. március 18. 2019. augusztus 31. |
| A Natchios-szal való üzletelése miatt Murdock elkésik Castle tárgyalásáról, és Nelson ugrik be a nyitóbeszédet tartani. Mivel Castle nem tud a poszttraumás stressz zavarral védekezni a háborúban töltött idő miatt - Castle szerint ez tiszteletlenség lenne a valódi PTSZ-ben szenvedő háborús veteránokkal szemben -, Nelson inkább arra koncentrál, hogy Castle családját cserbenhagyta az igazságszolgáltatás. Murdock Page-dzsel együttműködve készül keresztkérdéseket feltenni a vezető orvosszakértőnek, aki valószínűleg a Castle család halotti bizonyítványát hamisította Reyes számára, de mielőtt ezt megtehetné a bíróságon, a férfi bevallja; előző este megkínozták, hogy elárulja az igazságot. Murdock rájön, hogy Natchios kihallgatta őt és Page-t, és megpróbált "segíteni", és elárulja Nelsonnak a vele való kapcsolatát. Mivel a vizsgáló vallomása most már érvénytelen, Nelson és Murdock kapcsolata megszakad. Murdock szembesíti Natchios-t, aki beleegyezik, hogy távol marad a tárgyalástól, majd csatlakozik hozzá, hogy átkutasson egy elhagyatott építkezést, ahonnan a jakuzák főkönyve szerint földszállítmányok érkeztek. Odabent egy hatalmas lyukat találnak.                                                   |     |                                                                  |                   |                                                                  |                                       |
| 21. | 8.  | Velejéig romlott (Guilty as Sin)                                 | Michael Uppendahl | Whit Anderson                                                    | 2016. március 18. 2019. augusztus 31. |
| Murdockot és Natchios-t nindzsák támadják meg, és Murdock régi mentorának, Botnak kell megmentenie őket. Visszaszöknek Murdock lakásába, ahol Bot elárulja Murdocknak, hogy Natchios neki dolgozik (és már azelőtt is, hogy először találkozott volna Murdockkal, aki egy küldetésen volt, hogy Botnak toborozza őt), miközben a Kéz ősi csoportja ellen vív háborút a Tiszta nevében, amelynek a japán Roxxon kar és a Yakuza a fedőszervezete. Murdock felajánlja, hogy visszaveszi Natchios-t és segít neki legyőzni a Kezet, ha megtagadja Botot és gyilkos szokásait; a lány beleegyezik. A bíróságon Nelson elkezdi befolyásolni az esküdtszéket Castle javára, de Castle a tanúk padjára lép, és szándékosan tönkreteszi a saját védelmét. Page és Nelson Murdockot hibáztatja a tárgyalás elvesztéséért. Natchios és Murdock közeli pillanatokat élnek át, mielőtt egy magányos nindzsa megtámadja őket. Murdock legyőzi őt, és rájön, hogy csak egy tinédzser, mielőtt Natchios Murdock rémületére impulzívan elvágja a torkát. Castle belép a börtönbe, és egy őr elvezeti őt egy Fiskkel való találkozóra. |     |                                                                  |                   |                                                                  |                                       |
| 22. | 9.  | Hét perc a mennyországban (Seven Minutes in Heaven)              | Stephen Surjik    | Marco Ramirez & Lauren Schmidt Hissrich                          | 2016. március 18. 2019. augusztus 31. |
| Fisk felajánlja Castle-nek, hogy elkapja Duttont, a Ryker's Island börtön "főnökét", aki Fisk szerint megszervezte a félresikerült üzletet, amely Castle családjának halálához vezetett. Fisk bevallja, hogy így ő maga veheti át az irányítást a börtön felett. Castle halálosan megsebesíti Duttont, aki elárulja, hogy ő szervezte meg az üzletet egy "Vasműves" nevű drogdílernek. Fisk ezután elárulja Castle-t azzal, hogy rászabadítja Dutton támogatóit, de Castle mindannyiukat lemészárolja. Fisk felismeri, hogy Castle előnyére válhat Fisk vetélytársai ellen, míg utóbbi börtönben van, ezért megszervezi, hogy Castle megszökjön a börtönből. Castle azonban figyelmezteti Fisket, hogy ha legközelebb találkozik vele, megöli. Nelson és Murdock megegyeznek, hogy elválnak útjaik, míg Page folytatja személyes nyomozását Castle után. Megerősíti az immár volt főorvosnál, hogy a Castle családon kívül volt még egy áldozata a mészárlásnak, egy beépített zsaru; az üzlet és az azt követő mészárlás egy csapdaakció része volt. Murdock egy Farm nevű kézi létesítményben nyomoz, ahol szembekerül Nobu Yoshiokával, akit korábban már megölt.                                                                                    |     |                                                                  |                   |                                                                  |                                       |
| 23. | 10. | Az ember a dobozban (The Man in the Box)                         | Peter Hoar        | Történet: John C. Kelley Tévéjáték: Whit Anderson & Sneha Koorse | 2016. március 18. 2019. augusztus 31. |
| Fenegyerek megkéri Mahoney-t, hogy küldje el Claire Temple ápolónőhöz a farmon lévő több gyereket, akiket látszólag emberi inkubátorokként használnak a vegyszerek keverékének, hogy kórházi kezelésben részesüljenek. Reyes értesülve Castle szökéséről, Nelsont, Murdockot és Page-et az irodájában találkozóra hívja. Megerősíti, hogy az ő irodája szervezte meg a Vasműves üzletét az írekkel, a Kartellel és a Pokol Kutyáival, és elmagyarázza, hogy azért döntött úgy, hogy nem tisztítja meg a területet, hogy ne adjon tippet a bűnözőknek, ami a beépített zsaru és Castle családjának halálához vezetett, amikor az üzlet balul sült el. Most úgy véli, hogy Castle a lányát veszi célba, és segítségért könyörög a férfi kézre kerítésében. Reyest azonban a szemük láttára lövi le egy ismeretlen lövész, Foggy pedig megsebesül. Murdock meglátogatja Fisket a börtönben, és beigazolódik a gyanúja, miszerint Fisk irányítja az egészet, és ő szervezte meg Castle kiszabadítását. Natchios megöl egy Bot által küldött bérgyilkost, Castle pedig megmenti Page-et egy, a Reyes elleni hasonló támadástól. A kórházban a gyerekek felébrednek, miközben Fenegyerek felkészül, hogy megvédje az épületet a Kéz ellen.                    |     |                                                                  |                   |                                                                  |                                       |
| 24. | 11. | .380 (.380)                                                      | Stephen Surjik    | Mark Verheiden                                                   | 2016. március 18. 2019. augusztus 31. |
| Fenegyerek megmenti Temple-t a Kéz elől, de a gyerekek önként távoznak a nindzsákkal, és kivonják magukból a vért, hogy a vegyszereket egy ősi szerkezetbe táplálják. Néhányan a Kézből meghaltak a harc során, és az egyikük boncolási kísérlete egy korábbi boncolás hegeit mutatja. A kórház vezetősége úgy dönt, hogy eltussolja ezt, és Temple-t arra kényszeríti, hogy felmondjon. Page és Castle szembekerül a Vasműves embereivel, és Castle erőszakkal veri ki belőlük a helyét, mielőtt megölné őket. Ezután otthagyja a megrémült Page-et. Február szembeszáll Towerrel, aki elárulja az egyetlen nyomot, ami az ügyészségnek van a Vasműves ellen: egy versenytársat, aki a kínai negyedben dolgozik. Fenegyerek odamegy, hogy megtalálja Madame Gaót, Fisk régi szövetségesét, aki elküldi őt a mólóra. Castle megtámad egy ottani hajót, amelyet drogcsempészetre használnak, és megpróbál megölni egy férfit, aki azt állítja, hogy ő a Vasműves; Fenegyerek megállítja, de megérkeznek a Vasműves emberei, és megtámadják a hajót. Megtudva, hogy Natchios túlélte a támadást, Bot felkészül, hogy maga is megküzdjön vele. |     |                                                                  |                   |                                                                  |                                       |
| 25. | 12. | Sötétség az alagút végén (The Dark at the End of the Tunnel)     | Euros Lyn         | Lauren Schmidt Hissrich & Douglas Petrie                         | 2016. március 18. 2019. augusztus 31. |
| Bot sajnálja, hogy soha nem tudta "megszelídíteni" Natchios-t, aki mindig is vonzódott a gyilkoláshoz, és megpróbálja helyrehozni ezt a hibát. Az is kiderült, hogy megölte kollégáját, Star-t, hogy megvédje Elektrát. Fenegyerek megakadályozza, hogy megöljék egymást, de megérkezik a Kéz, és elrabolja Botot. A rendőrség úgy véli, hogy Castle meghalt, és Page vonakodva beleegyezik; ahelyett, hogy abbahagyná a Castle elleni nyomozást, amiről a New York Bulletin számára akart írni egy leleplező cikket, Page úgy dönt, hogy inkább egy profilt ír, hogy megmutassa a nyilvánosságnak, hogy Castle több volt, mint a Megtorló. Kihallgatja Castle tengerészgyalogos parancsnokát, Ray Schoonovert, de rájön, hogy ő a Vasműves. Castle megérkezik, és Page könyörgése ellenére meggyilkolja Schoonovert. Fenegyerek és Natchios megtalálják Botot, Natchios még mindig elszántan meg akarja ölni. Azonban szembesülnek Yoshiokával, aki elárulja, hogy Natchios gyilkos ösztönei azért vannak, mert ő a Fekete Ég, egy mitikus fegyver, amelyet a Kéz imád. Natchios fontolgatja, hogy elfogadja a Kéz hűségét, de Fenegyerek meggyőzi, hogy válassza a saját sorsát, és inkább segít Botnak elmenekülni.                                  |     |                                                                  |                   |                                                                  |                                       |
| 26. | 13. | Egy hideg nap a Pokol Konyhájában (A Cold Day in Hell's Kitchen) | Peter Hoar        | Douglas Petrie & Marco Ramirez                                   | 2016. március 18. 2019. augusztus 31. |
| Nelson Jeri Hogarth ügyvédi irodájához csatlakozik. Mivel Bot biztonságban van Murdock lakásán, a Kéz rajtaüt egy rendőrőrsön, hogy információkat szerezzen azokról az emberekről, akiknek Fenegyerek segített. Túszokat ejtenek, köztük Page-et és a bűnöző Turk Barrett-et. Mivel Barrett házi őrizetben van, az őt követő rendőrök jelentik a helyzetet, mielőtt a Kéz megöli őket. Murdock és Natchios ezt a hívást felhasználva találják meg a túszokat, és kiszabadítják őket, mielőtt levágnák Turk lábát, hogy eltávolítsák a bokamonitorát. Ekkor szembekerülnek a Kéz nindzsák hordájával, akiket Yoshioka vezet. Natchios feláldozza magát, hogy megmentse Murdockot, ő pedig Castle segítségével legyőzi a Kéz többi tagját, aki úgy tűnik, hogy túllép a múltján, és elfogadja a Megtorló köpenyét. Bot visszatér, hogy végezzen Yoshiokával. Murdock és Bot meggyászolják Natchios-t, Murdock kijelenti, hogy a lány iránti szerelme megérte, és elfogadja, hogy Bot filozófiája, miszerint az érzelmi kötelékek elvágása hibás. Találkozót szervez Page-dzsel, és elárulja neki, hogy ő Fenegyerek. A Kéz később exhumálja Natchios holttestét, és elhelyezi az ősi szerkezetben. A történet a Védelmezőkben fut tovább.                 |     |                                                                  |                   |                                                                  |                                       |

### 3. évad (2018)
| Sor. | Év. | Cím                                      | Rendező            | Író                     | Premier                               |
| --- | --- | ---------------------------------------- | ------------------ | ----------------------- | ------------------------------------- |
| 27. | 1.  | Feltámadás (Resurrection)                | Marc Jobst         | Erik Oleson             | 2018. október 19. 2019. augusztus 31. |
| Miután a Védelmezők végén súlyosan megsérül, amikor egy épület ráomlik, miközben "Fenegyerek" önbíráskodóként harcol, Matt Murdockot kimossa a New York-i csatornahálózat. Egy taxisofőr találja meg Mattet, és elviszi Paul Lantom atyához, aki Maggie nővér gondjaira bízza Mattet a Szent Ágnes Árvaházban, ahol Matt nevelkedett. Ahogy lassan felépül, Matt hitválságba kerül, és úgy dönt, hogy inkább kockáztatja az életét, és inkább Fenegyerekként harcol tovább, minthogy visszatérjen a civil életébe. Újra elkezd edzeni a harcra. Egy éjszaka megállít egy emberrablást, és csúnyán megverik. Matt barátai, Karen Page (aki most a New York Bulletin riportere) és Foggy Nelson kezdik elveszíteni a reményt, hogy Matt még életben lehet. A börtönben a bűnöző Wilson Fisk úgy dönt, hogy alkut köt az FBI-jal, hogy megvédje szerelmét, Vanessa-t, akit bűnrészességgel vádolhatnak. Az ügyet Rahul "Ray" Nadeem különleges ügynökre bízzák, aki azzal küzd, hogy anyagi gondjai miatt nem kaphat előléptetést, miután kifizette sógornője rákos kezelését. |     |                                          |                    |                         |                                       |
| 28. | 2.  | Könyörgöm (Please)                       | Lukas Ettlin       | Jim Dunn                | 2018. október 19. 2019. augusztus 31. |
| Fisk információi nyomán letartóztatják az albán szindikátus vezetőit, és Nadeem meggyőzi a feletteseit, hogy engedjék, hogy továbbra is Fiskkel dolgozzon, annak ellenére, hogy pénzügyi gondjai miatt megvesztegetés célpontjává vált. Fisk FBI-jal való együttműködésének híre gyorsan terjed, és megtorlásul egy rabtársa megtámadja a börtönben. Nadeem beleegyezik, hogy Fisket kivigyék a börtönből és házi őrizetbe helyezzék, de útközben az albánok megtámadják a konvojukat, és az FBI-ügynökök többsége meghal. Fisket "Dex" Poindexter ügynök menti meg, akinek hihetetlenül pontos lövő képességei vannak, és a támadók egy részét még azután is kivégzi, hogy azok megadják magukat. Matt felkutatja az emberrablási kísérletet elkövetőket, és legyőzi, így letartóztathatják őket. Karent bízzák meg, hogy jelentsen az emberrablási kísérletről, amelyben a jól ismert Neda Kazemi is részt vett; miután hallott Karen bátyja, Kevin haláláról, Neda megnyílik Karennek a támadásról, és elhiteti Karennel, hogy Matt még életben van, de Foggy, aki azt fontolgatja, hogy otthagyja a törvényt, hogy segítsen testvérének, Theónak vezetni a családi vállalkozást, szkeptikusan áll ehhez. |     |                                          |                    |                         |                                       |
| 29. | 3.  | Jószándék nélkül (No Good Deed)          | Jennifer Getzinger | Sonay Hoffman           | 2018. október 19. 2019. augusztus 31. |
| Az FBI Fisket egy hotel tetőtéri lakosztályában helyezi el, amelyet menedékházként használnak. A börtönből való szabadulásának híre nyilvánosságra kerül, ami tüntetéseket vált ki a szálloda előtt, és a riporterek, köztük Karen érdeklődését is kiváltja, aki megtudja, hogy a szálloda korábban Neda apjáé, Rostomé volt, aki eladta egy cégnek, amelyet Fisk ügyvédje, Benjamin Donovan képvisel. Foggy felkeresi Blake Tower kerületi ügyészt, hogy felajánlja segítségét Fisk börtönbe juttatásában, de Tower nem szívesen megy szembe az FBI akaratával, különösen, mivel újraválasztásáért indul. Matt nyomoz a szállodában, és elkezd hallucinálni Fiskről, mint egy "ördög lenne a vállán". Matt kihallgatja Donovant, és értesül a Vanessával kialakult helyzetről. Megfogadja, hogy megállítja Fisket és visszaviszi a börtönbe, és elárulja Foggynak, hogy életben van, de csak azért, hogy figyelmeztesse őt és Karent, hogy tartsák magukat távol Fisktől. Egy rutinszerű pszichológiai vizsgálat során, amelynek célja, hogy megállapítsák a szolgálatra való alkalmasságát, Dex arról az érzelmi támogatásról beszél, amelyet a barátnőjétől, Julie-tól kap. Később azonban kiderül, hogy a nő nem is tud a létezéséről. |     |                                          |                    |                         |                                       |
| 30. | 4.  | Vakon (Blindsided)                       | Alex Garcia Lopez  | Lewaa Nasserdeen        | 2018. október 19. 2019. augusztus 31. |
| Dex felettesei kivizsgálják, hogy a tranzittámadás során megölte-e a két albánt, amiről azt állítja, hogy önvédelemből tette. Annak ellenére, hogy Fisk látta, amint hidegvérrel megölte őket, ezt azzal leplezi, hogy hamisan megerősíti Dex indoklását az FBI-nak. Foggy, aki elégedetlen Matt követeléseivel, elmondja Karennek, hogy Matt életben van, majd barátnője, Marci Stahl meggyőzi, hogy induljon a kerületi ügyészi posztért Torony ellenében, hogy Fisket bíróság elé állítsák. Foggy elnyeri a New York-i rendőrség támogatását, akik Fisket rendőrgyilkosnak tartják. Karen folytatja a nyomozást, és rájön, hogy a börtönben ülő Felix Manningnek köze volt ahhoz a céghez, amely megvásárolta a szállodát, amelyben az FBI Fisket elszállásolja. Matt Foggynak adja ki magát, hogy beépüljön a Jasper Evansnek otthont adó börtönbe, akiről megtudja, hogy Fisk fizetett neki, hogy támadja meg őt, hogy meggyőzze az FBI-t a költöztetéséről. Az albánok segítségével Matt megküzd a Fisknek dolgozó rabokkal és őrökkel, és megszökik a börtönből, de egy ismeretlen taxisofőr vízbe hajt az autóját, amin Matt is ül. |     |                                          |                    |                         |                                       |
| 31. | 5.  | Tökéletes játék (The Perfect Game)       | Julian Holmes      | Tonya Kong              | 2018. október 19. 2019. augusztus 31. |
| Amikor Fisk megtudja, hogy Matt túlélte a víz alá merült taxit, elmondja az FBI-nak, hogy van egy Matt Murdock nevű bűnözői fixer. Karen szembesíti Fisk valódi fixerét, Manninget, de a férfi megfenyegeti őt azzal, hogy tud a családjáról, többek között a bátyja haláláról. Nadeem kikérdezi Karent és Foggyt is Mattről, és mindketten megpróbálják Fisk és a bűntettei felé terelni. Fisk átnézi a Manningtől kapott, Dexről szóló aktát, és megtudja, hogy az ügyes célzással ölte meg gyerekkorában a baseball edzőjét. Felnőttként terápia révén empatikusabbá tanították, de ezt színlelte, hogy elrejtse pszichopata hajlamait. Az egyik eset során, amikor egy öngyilkosság-megelőző forródrótnál dolgozott, arra bátorította a telefonálót, hogy inkább valaki mást öljön meg, mint saját magát. Ott ismerkedett meg és szeretett bele Julie-ba, akit most a szállodában dolgozik. Véletlenül felfedi a lány előtt, hogy követi őt. Fisk látja a lehetőséget, hogy Dex lesz az új gonosztevő, akire a közvélemény fókuszálhat, hogy elterelje magáról a figyelmet. Karen elárulja Foggynak, hogy ő ölte meg James Wesley-t. |     |                                          |                    |                         |                                       |
| 32. | 6.  | A jól ismert gonosz (The Devil You Know) | Stephen Surjik     | Dylan Gallagher         | 2018. október 19. 2019. augusztus 31. |
| Foggy biztosítja Karent, hogy még mindig jó ember, miután önvédelemből megölte Wesley-t. Dex szembesíti Fisket, aki megerősíti, hogy ő állt Julie felbérlése mögött a szállodában, és hogy meg akarta mutatni Dexnek, hogy az élet Julie-val nem fog működni, mivel a lány soha nem fogja megérteni Dexet. Fisk azonban elmondja neki, hogy ő, igenis megérti Dexet, tekintettel arra, hogy saját gyerekkorában meggyilkolta az apját. Matt felkeresi Karent, hogy segítségét kérje Evans megtalálásában, és felajánlja, hogy tanúskodik Fisk ellen. Foggy találkozót szervez a New York Bulletinben a frissen előléptetett Nadeem és Karen között, ahol a nő kihallgatja Evanst Fisk terveiről. Cserébe azért, hogy Nadeem figyelembe veszi Evans vallomását, Matt beleegyezik, hogy feladja magát az FBI-nak, hogy tisztázza a nevét. A Julie miatt kétségbeesett Dex öngyilkosságot fontolgat, de Fisk félbeszakítja, aki alternatívát javasol. Dex ehelyett Fenegyereknek öltözve megy a Bulletinhez, leküzdi Mattet, és megöli Evanst, mielőtt az beszélhetne. Dex ezután szembekerül az FBI-jal, köztük Nadeemmal, és elintézi az ügynököket, mielőtt elmenekül, ami miatt az FBI azt hiszi, hogy Fenegyerek támadta meg őket. |     |                                          |                    |                         |                                       |
| 33. | 7.  | Utóhatás (Aftermath)                     | Toa Fraser         | Sarah Streicher         | 2018. október 19. 2019. augusztus 31. |
| Fenegyereket megtámadja a nyilvánosság és a média, és Karen nem tudja meggyőzni Nadeemot arról, hogy nem ő az igazi Fenegyerek, vagy hogy Fisk áll a támadás mögött. Amikor a főnökével, Mitchell Ellisonnal is megpróbálja ugyanezt megtenni, a főnök arra utasítja, hogy fedje fel, ki az a Fenegyerek, különben felmond. Karen később megkérdezi az apját, Paxtont, hogy elmehetne-e egy kis időt otthon tölteni vele, de ő azt mondja, hogy az időzítés nem jó. Foggy úgy véli, hogy rájött, mit tervez Fisk. Matt, aki dühös, amiért veszélybe sodorta a barátait, és aggódik az ál-Fenegyerek ügyessége miatt, felkeresi Melvin Pottert, aki a Fenegyerek-ruhát készítette. Potter megerősíti, hogy Fisk kényszerítette őt a ruha másolatának elkészítésére, és elárulja, hogy a színlelő egy FBI-ügynök volt. Potter ezután megpróbálja Mattre kenni, hogy ő az a Fenegyerek, aki megtámadta a Bulletin-t, de Mattnek sikerül elmenekülnie a kiérkező FBI-ügynökök elől. Miután Evans után nyomoz, Nadeem kezdi azt hinni, hogy Fisk manipulálja őket, de erre nincs bizonyítéka. Otthon szembesül Matt-tel, aki elmagyarázza neki, hogy a Fenegyerek támadója egy színlelő és egy FBI ügynök volt. |     |                                          |                    |                         |                                       |
| 34. | 8.  | Fent és lent (Upstairs/Downstairs)       | Alex Zakrzewski    | Dara Resnik             | 2018. október 19. 2019. augusztus 31. |
| Nadeem rájön, hogy Dex a támadó. Dex megpróbál kibékülni Julie-val, mert úgy véli, hogy szüksége van rá, hogy helyettesítse a fiatalon meghalt terapeutáját. A lány vonakodva beleegyezik, hogy beszélgetni kezdjen vele, de Fisk később megöleti őt. Abban a hitben, hogy Julie elhagyta őt, Dex mentálisan tovább romlik. Matt és Nadeem betörnek Dex lakásába, de nem találnak bizonyítékot arra, hogy ő volt a támadó, csak néhány felvételt a terápiás üléseiről, amelyekből kiderülnek pszichopata hajlamai. Dex hazaérkezik, és elkapja őket, megsebesíti Nadeemot, de sikerül elmenekülniük. Foggy úgy gondolja, hogy be tudja bizonyítani, hogy Fisk még mindig bűnözőként dolgozik, és ezzel visszakerülhet a börtönbe. Elhatározza, hogy ezeket a pontokat felveti egy vitában Towerrel, és hagyja, hogy Karen írjon róla, de ehelyett inkább elmegy, hogy szembeszálljon Fiskkel. Elárulja, hogy tudja, hogy ő ölte meg az apját, és hogy ő ölte meg Wesley-t, miközben véletlenül megerősíti, hogy Matt Fenegyerek. Matt később kihallgatja Maggie nővért, amint arról imádkozik, hogy ő az anyja. |     |                                          |                    |                         |                                       |
| 35. | 9.  | Felismerés (Revelations)                 | Jennifer Lynch     | Erik Oleson & Sam Ernst | 2018. október 19. 2019. augusztus 31. |
| Matt azzal a ténnyel küszködve, hogy Maggie és Lantom is eltitkolta előle az igazságot, elmegy egy elhagyatott bokszklubba, ahol az apja is bokszolt. Manning megfenyegeti Foggy családját, hacsak nem kér nyilvánosan bocsánatot, amiért a vitán Fisk ellen szólalt fel. Karen úgy dönt, hogy elmenekül Fisk elől, Maggie pedig felajánlja, hogy segít elrejteni őt. Nadeem beszámol a feletteseinek, Tammy Hattley megbízott különleges ügynöknek és Winn felügyelő különleges ügynöknek a Fisket és Dexet érintő FBI-összeesküvésről. Hattley egy fordulattal megöli Winnt Nadeems fegyverével, és kiderül, hogy a nő Fisknek dolgozik. Ezután bizonyítékokat gyárt, amelyekkel Nadeemra kenheti Winn meggyilkolását, és Manning segítségével megzsarolja, hogy Fisknek dolgozzon. Elmagyarázza, hogy Fisk az elmúlt évben manipulálta Nadeemot, és ő állt annak hátterében, hogy Nadeemnak segítenie kellett a sógornője kezelésének kifizetésében. Fisk ráveszi Nadeemot és Dexet, hogy tartóztassanak le több bandavezért New York-szerte, és vigyék őket egy étterembe, ahol Fisk felajánlja, hogy fizetésért cserébe megvédi őket az FBI vádjaitól. Fisk ráveszi Nadeemot, hogy csalja el Mattet a találkozóra, de Matt tudja, hogy ez csapda, és inkább a szállodába megy, hogy megvárja Fisket. Miközben ott van, meghallja a Fiskhez hű FBI-ügynököket, akik rájöttek, hogy Karen a Clinton-templomban rejtőzik. |     |                                          |                    |                         |                                       |
| 36. | 10. | Karen (Karen)                            | Alex Garcia Lopez  | Tamara Becher-Wilkinson | 2018. október 19. 2019. augusztus 31. |
| A visszatekintésben Karen azért halasztja el a főiskolára járást, mert tudja, hogy édesapja és testvére, Kevin nem lenne képes vezetni a családi éttermet, miután édesanyja rákban meghalt. Karen megunja a kisvárosi életet, és barátjával, Todddal együtt drogot használ és árul. Egy nap Kevin elárulja Karennek, hogy újra beiratkozott a főiskolára, amit Paxton családi vacsorával ünnepel meg, de ez veszekedéshez vezet, és Karen elszökik Todddal. Miután együtt berúgtak és betéptek, visszatérnek a lakókocsihoz, ahol Todd lakik, és azt látják, hogy Kevin felgyújtja azt. Todd megtámadja Kevint, Karen pedig a saját fegyverével megsebesíti Toddot, hogy megállítsa. Gyorsan elkergeti Kevint, de balesetet szenved, és Kevin meghal. A helyi seriff eltussolja Karen érintettségét, és Paxton megkéri, hogy távozzon. A jelenben Karen részt vesz egy istentiszteleten a Clinton templomban, amikor Dex, aki Fenegyereknek öltözve érkezik, és megöli Lantomot, azzal a szándékkal, hogy ezután Karent is megöli. Választva Karen megmentése és Fisk lesben állása között, Matt a templomba rohan, ahol szembeszáll Dexszel, aki csúnyán megveri Mattet, mielőtt Karen lelöki Dexet egy második emeleti erkélyről, ami után a férfi elmenekül. |     |                                          |                    |                         |                                       |
| 37. | 11. | Újra együtt (Reunion)                    | Jet Wilkinson      | Jim Dunn & Dara Resnik  | 2018. október 19. 2019. augusztus 31. |
| Dex átveszi Nadeemmal a templomi helyszínt, az FBI pedig Matt és Karen után kutat. Maggie segítségével rejtve maradnak. A Szövetségi Igazságügyi Minisztérium ejt minden vádat Fisk ellen, aki egy beszéddel jelenti be szabadságát a nyilvánosságnak, amelyben Fenegyereket a köz ellenségének nyilvánítja. Vanessa visszatér New Yorkba, Fisk pedig elindul, hogy visszaszerezze a festményt, amit a lány adott neki, amikor először találkoztak; a festmény Esther Falb, egy holokauszt-túlélő birtokában van, akinek családja volt a festmény eredeti tulajdonosa. Fisk úgy dönt, hogy megengedi neki, hogy megtartsa. Foggy fontolgatja, hogy felolvas egy nyilatkozatot, amelyben bocsánatot kér Fisktől, amíg Matt fel nem hívja, hogy segítsen nekik elmenekülni a templomból: Foggy elmegy és átadja Karent a New York-i rendőrségnek, amit Nadeem megenged, ami eléggé eltereli az FBI figyelmét ahhoz, hogy Matt is elmenekülhessen. Matt, Foggy és Karen megtervezik a következő lépéseiket Fisk ellen, és tudják, hogy segítségre lesz szükségük. Később Nadeemot és családját megtámadják a Fiskhez hű FBI ügynökök. Matt segít Nadeemnak visszaverni őket, és felfedi neki a kilétét. |     |                                          |                    |                         |                                       |
| 38. | 12. | Egy utolsó lövés (One Last Shot)         | Phil Abraham       | Sam Ernst               | 2018. október 19. 2019. augusztus 31. |
| Fisk újra találkozik Vanessával, aki meggyőzi Fisket, hogy engedje be életének bűnözői oldalába. Fisk megkérdezése nélkül Dex visszaszerzi a festményt Falbtól, és Vanessa észreveszi, hogy a képkereten van egy kis vér. Matt beleegyezik Foggy tervének megvalósításába - együtt dolgoznak ügyvédként, mint egykoron, felveszik Nadeemot ügyfélnek, és megszervezik Torony-val, hogy Nadeem tanúskodjon Fisk ellen az esküdtszék előtt. Foggy azt is felajánlja, hogy visszalép a kerületi ügyészi posztért folyó versenytől, és biztonságba helyezik Nadeem családját. Közben Karen sajtótájékoztatót hív össze, hogy bejelentse, mit csinál Nadeem, hogy a nyilvánosság is tudjon róla, tekintettel arra, hogy a tanúvallomása titkosítva lenne. Matt és Foggy a meghallgatás után ünnepelnek, Foggy pedig célozgat arra, hogy szeretne továbbra is így együtt dolgozni Matt-tel. Azonban Fisk irányítja az esküdtszéket, így a meghallgatásnak nincs hatása. Nadeem meg van győződve arról, hogy Fisket nem lehet megállítani, és visszatér az otthonába. Fisk úgy dönt, hogy jobb lenne, ha most, hogy közszereplő lett, nem ölné meg Nadeemot, de Vanessa meggyőzi az ellenkezőjéről. Elküldik Dexet, aki megöli Nadeemot. |     |                                          |                    |                         |                                       |
| 39. | 13. | Egy másik szalvéta (A New Napkin)        | Sam Miller         | Erik Oleson             | 2018. október 19. 2019. augusztus 31. |
| Miután Foggy terve meghiúsult, Matt visszatér a sajátjához, és meg akarja ölni Fisket. Elrabolja és kihallgatja Manninget, és megtudja, hogy Vanessa rendelte el Nadeem halálát, Fisk pedig Julie halálát. Foggy találkozik Nadeem feleségével, Seemával, akinek a férfi egy videóüzenetet küldött, amely a halálos nyilatkozataként szolgál, és részletesen leírja Fisk összes bűnét. Matt elmondja Dexnek Julie halálát, amit Dex kivizsgál, és megtalálja a holttestét. Fisk és Vanessa összeházasodnak a szállodában, de a fogadásukat megzavarja, amikor Karen a közösségi médiában terjeszti Nadeem videóját, majd megérkezik Dex, aki megtámadja Fisket és Vanessát. Matt hamarosan csatlakozik a harchoz. Fisk legyőzi Dexet, aki így lebénul, míg Matt legyőzi Fisket, de úgy dönt, hogy megkíméli az életét. Fisk beleegyezik, hogy visszatér a börtönbe, és békén hagyja Karent és Foggyt, ha Matt nem fedi fel Vanessa érintettségét Nadeem halálában. Miután Fisket letartóztatták, temetést tartanak Lantomnak. Foggy azt javasolja Mattnek és Karennek, hogy kezdjenek újra együtt dolgozni. Dex később aláveti magát egy kísérleti műtétnek, hogy rendbe hozzák a gerincét. |     |                                          |                    |                         |                                       |